# 호리카와 모토코
호리카와 모토코(일본어: 堀河 紀子 ほりかわ もとこ[*], 1837년 7월 3일 (덴포 8년 6월 1일) - 1910년 (메이지 43년) 5월 7일)는 고메이 천황의 텐지이다. 아버지는 호리카와 야스치카이고, 오빠는 이와쿠라 토모미이다.

## 생애
1852년 (가에이 5년)에 고메이 천황의 후궁에 들어가, 에몬나이시 혹은 에몬나이시노죠로 칭해졌다. 황녀 2명 (스마노미야, 다다노미야)을 낳았지만, 둘다 요절했다. 그러나, 황녀의 죽음에 관해서는 위장설이 있지만, 진상은 밝혀지지 않았다.
카즈노미야의 강가 문제 때에는, 오빠인 이와쿠라 토모미와 이마키 시게코 등과 이를 추진하다 나중에 조정 내 존양파에 의해 "사간양빈(四奸両嬪)"의 한사람으로 탄핵되어, 여관 사퇴 및 은거와 다시 한번 삭발 하였다. 게이오 4년 (1868년) 7월, 용서를 받고, 다시 조정에 복귀하였다.
1910년 (메이지 43년) 5월 7일에 사망했다. 묘소는 교토부 교토시의 신쇼고쿠라쿠지이다.